# 233 Asteropa
233 Asteropa (mednarodno ime 233 Asterope) je asteroid tipa T (po Tholenu) v glavnem asteroidnem pasu. 

## Odkritje
Asteroid je odkril francoski astronom Alphonse Louis Nicolas Borrelly 11. maja 1883 v Marseillu . Poimenovan je po Asteropi (ali Steropi) iz grške mitologije.

## Lastnosti
Asteroid Asteropa obkroži Sonce v 4,34 letih. Njegova tirnica ima izsrednost 0,01, nagnjena pa je za 7,675° proti ekliptiki. Njegov premer je 102,78 km, okoli svoje osi se zavrti v  19,70 h .